# Oocyclus
Oocyclus (лат.) — род жуков из подсемейства Hydrophilinae семейства водолюбы.

## Описание
Околоводные жуки мелких размеров (около 5 мм). Род широко распространен в Юго-Восточной Азии и в Неотропике. Большинство из них имеют овальную форму, от округлых до удлиненно-овальных, от слегка выпуклых до почти полусферических на дорсальной поверхности. Верх рассеянно-пунктированный, блестящий. Усики восьмичлениковые. Брюшко с пятью обнаженными вентритами, которые опушены на всем протяжении, хотя густота опушения может варьироваться. Простернум с парой шиповидных щетинок или волосков или без них. Отросток мезовентрита обычно образован сочлененными шиповидными щетинками или волосками. Переднебоковые углы переднеспинки широко закруглены до шиповидных. Глаза не выступающие. Шов надкрылий приподнят или нет. Самцы без модифицированных передних лапок. Виды Oocyclus обитают в так называемых гигропетрических средах обитания, то есть на влажных скалах вдоль быстроходной воды.

## Классификация
Около 50 видов.
- Oocyclus acuru[1]
- Oocyclus aeneus[1]
- Oocyclus alterosa[1]
- Oocyclus andinus[2]
- Oocyclus angustipenis[5]
- Oocyclus armatus[5]
- Oocyclus armstrongorum[6]
- Oocyclus bhutanicus
- Oocyclus bolivari[2]
- Oocyclus brevicornis
- Oocyclus brunneus[7]
- Oocyclus caparao[1]
- Oocyclus catarata
- Oocyclus coromoto[2]
- Oocyclus coxalis[5]
- Oocyclus decorus
- Oocyclus dinghu[8]
- Oocyclus ecolab[4]
- Oocyclus espinhacu[4]
- Oocyclus fikaceki[8]
- Oocyclus flexus[1]
- Oocyclus floccus[2]
- Oocyclus foxae[3]
- Oocyclus fryanus
- Oocyclus funestus
- Oocyclus galbus[2]
- Oocyclus giganteus[4]
- Oocyclus grandis
- Oocyclus humboldti[4]
- Oocyclus iguazu
- Oocyclus imitator[5]
- Oocyclus itapecori[1]
- Oocyclus itapecum[1]
- Oocyclus lacia[4]
- Oocyclus latipenis[5]
- Oocyclus latus
- Oocyclus luteus[9]
- Oocyclus maculatus
- Oocyclus madidus[6]
- Oocyclus magnificus[5]
- Oocyclus maluz[7]
- Oocyclus melinoventris[3]
- Oocyclus meridensis[2]
- Oocyclus miza[7]
- Oocyclus morgani[9]
- Oocyclus muscus
- Oocyclus namtok[3]
- Oocyclus obscurus
- Oocyclus ornatus
- Oocyclus ovalis[4]
- Oocyclus petra[2]
- Oocyclus pico[2]
- Oocyclus pilosus[10]
- Oocyclus pittieri[2]
- Oocyclus rotundus[1]
- Oocyclus rupicola[11]
- Oocyclus sapphirus[2]
- Oocyclus schubarti
- Oocyclus sharpi
- Oocyclus shorti
- Oocyclus sitesi[3]
- Oocyclus substillus
- Oocyclus sulcatus[4]
- Oocyclus sumatrensis
- Oocyclus tapanti
- Oocyclus thailensis[3]
- Oocyclus thrixdiastematus[4]
- Oocyclus thysanus[4]
- Oocyclus trio
- Oocyclus trujillo[2]
- Oocyclus vestitus
- Oocyclus viridescens[3]
- Oocyclus xanthus[1]
- Oocyclus yubai[1]
- Oocyclus zulianus[2]